# Roberts River
Der Roberts River ist ein Fluss im Süden des australischen Bundesstaates Tasmanien.

## Geografie
Der etwas mehr als 13 Kilometer lange Roberts River entspringt an den Westhängen des Berges The Boomerang im Ostteil des Southwest-Nationalparks. Von dort fließt er zunächst nach Südsüdosten und biegt rund drei Kilometer südöstlich des Bobs Knobs nach Ostnordosten ab. Etwa acht Kilometer südlich der Hartz Mountains mündet er in den Picton River.